# Xylophanes titana
Xylophanes titana là một loài bướm đêm thuộc họ Sphingidae. Nó được tìm thấy ở México, Belize, Guatemala, Honduras, Nicaragua, Costa Rica, Panama, Colombia, Ecuador, Peru, Bolivia, Paraguay, Argentina, Venezuela, Guyane thuộc Pháp, Brasil và có thể cả Guyana và Suriname.
Sải cánh dài 60–88 mm. Nó gần giống loài Xylophanes eumedon. There are probably at least two generations per year. In Costa Rica, cá thể trưởng thành được ghi nhận in every month ngoại trừ tháng 3. In Brazil, cá thể trưởng thành được ghi nhận vào tháng 12.

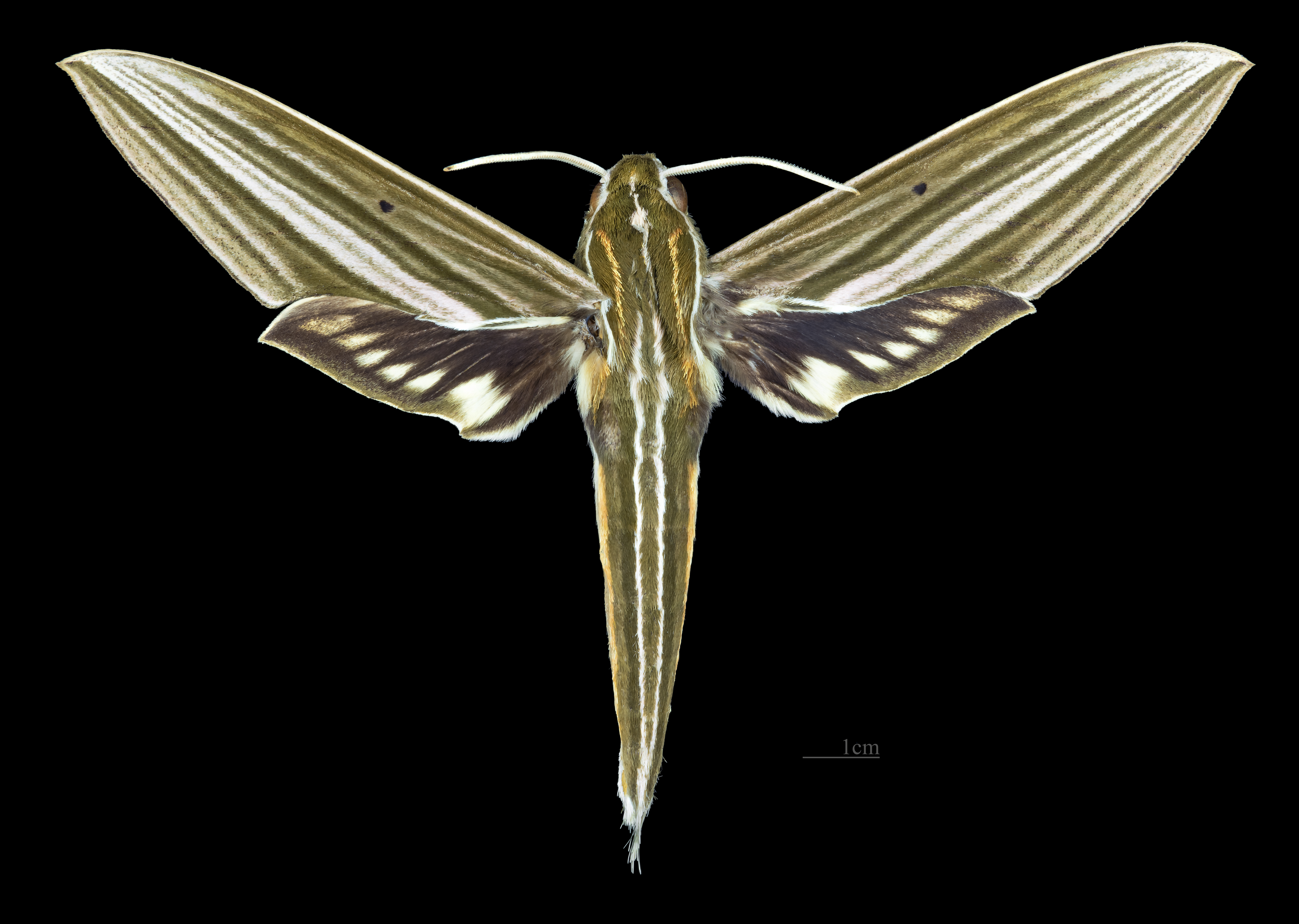
Xylophanes titana ♂
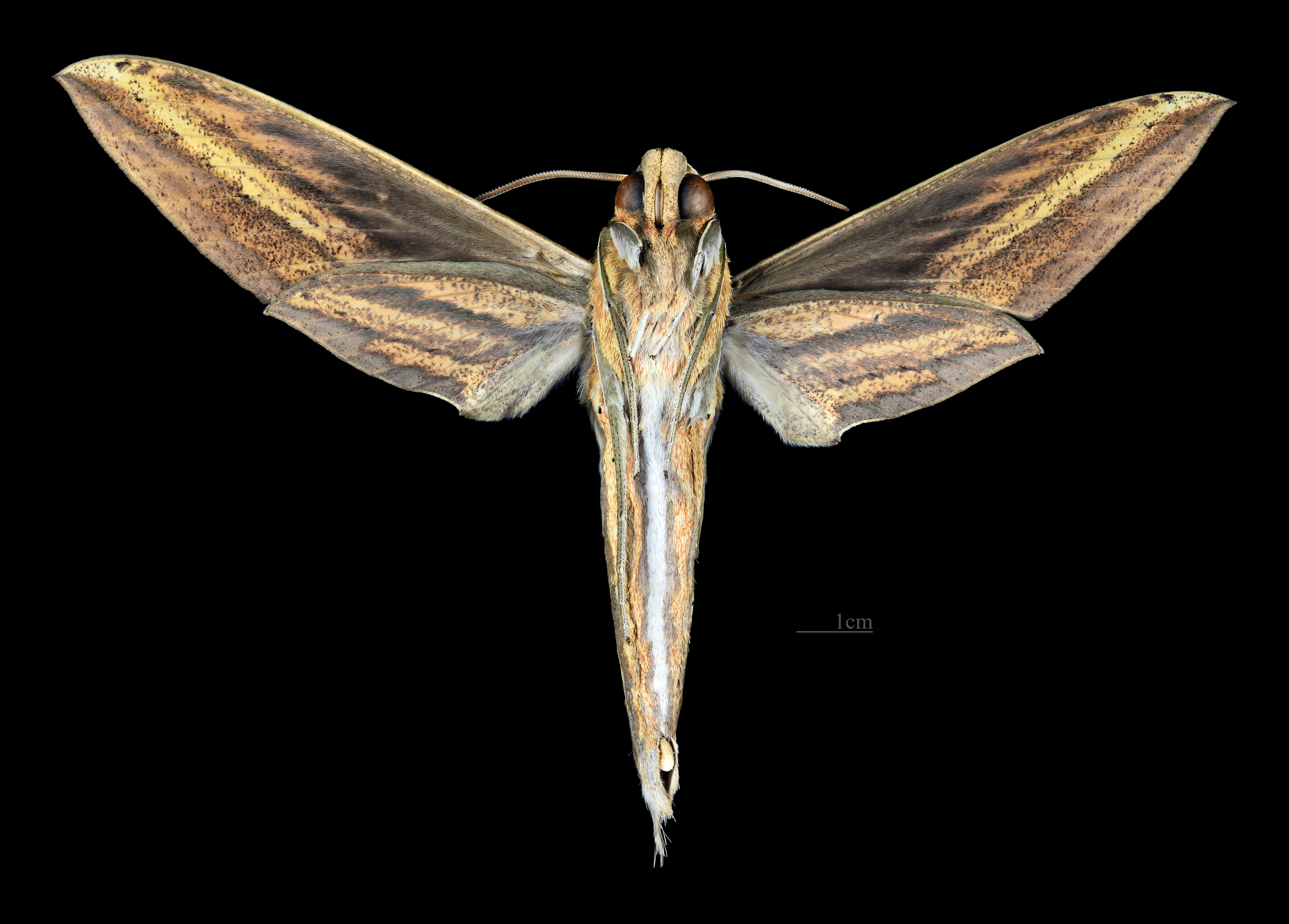
Xylophanes titana ♂  △
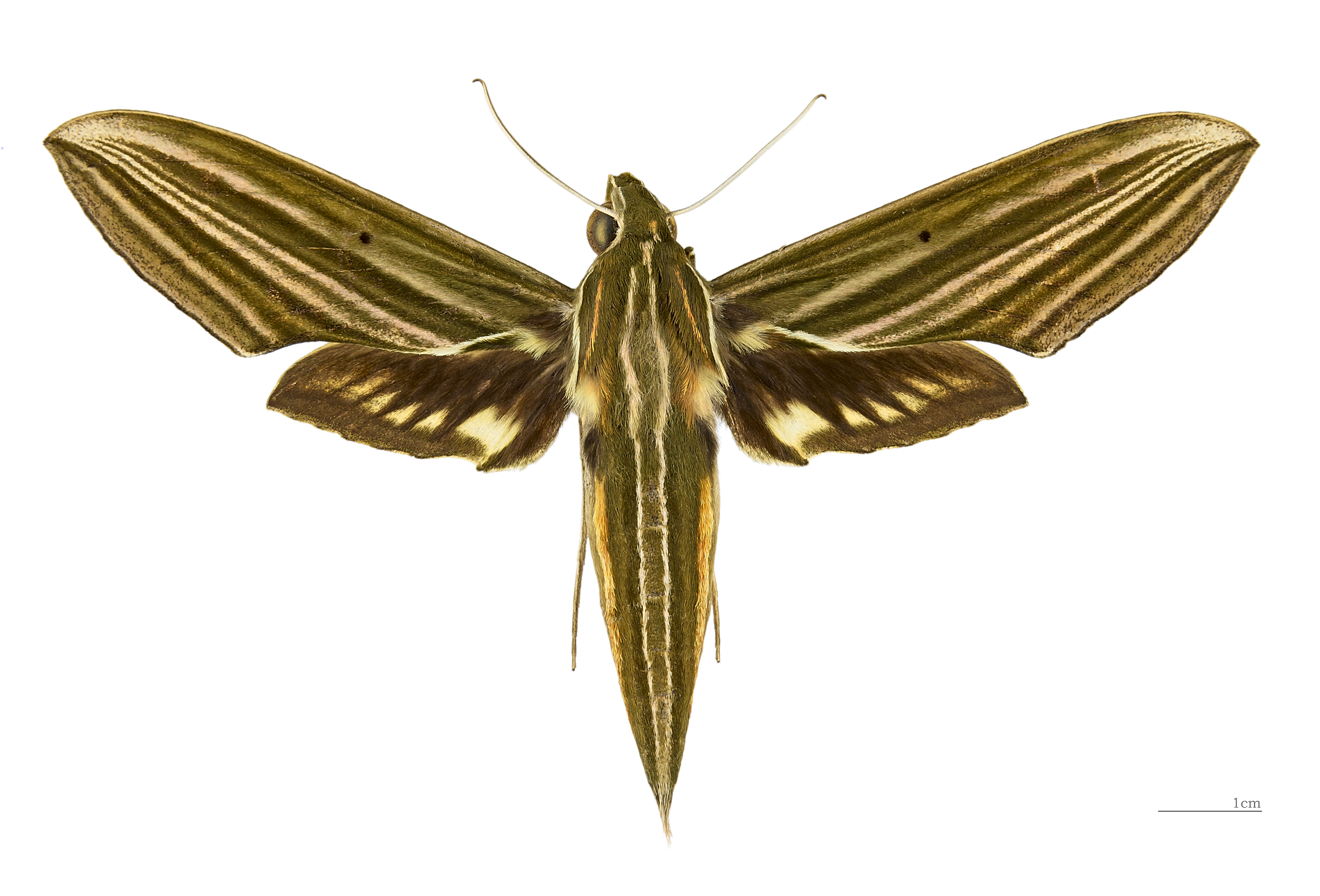
Xylophanes titana   ♀
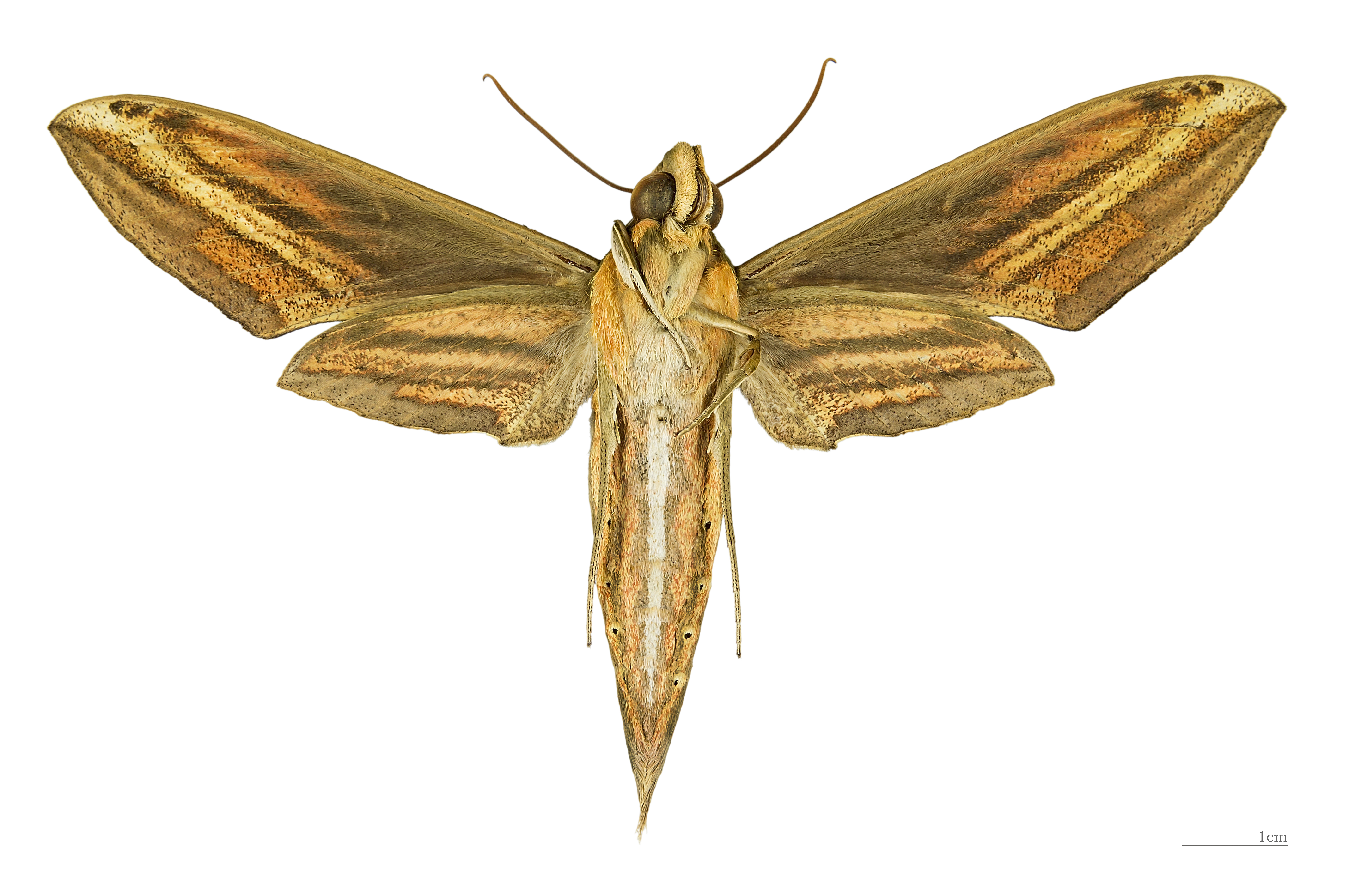
Xylophanes titana  ♀ △

Ấu trùng ăn các loài Rubiaceae và have been recorded on Manettia reclinata in Costa Rica.